# 広島音楽高等学校
広島音楽高等学校（ひろしまおんがくこうとうがっこう）は、広島県広島市西区己斐東一丁目にあった私立高等学校。設置者は学校法人見真学園。西本願寺系で、龍谷総合学園加盟校。2022年3月末、廃校。なお、廃校となった理由が後述の校長による生徒に対する不祥事と因果関係があるのかは公表されておらず、不明。

## 設置学科
- 全日制課程　声楽科・器楽科・作曲科・舞台芸術科

## 沿革
- 1949年 - 蓮如上人450回忌法要記念事業として財団法人広島真宗財団により広島市小町（現在の広島市中区中町6-20）に広島音楽高等学校を創設
- 1951年 - 設置法人名を学校法人広島音楽高等学校と改名
- 1973年 - 設置法人名を学校法人見真学園と改名。現在地に校舎新築移転
- 1974年 - 見真幼稚園を併設
- 1975年 - 広島音楽アカデミーを併設
- 2005年 - 舞台芸術科を開設
- 2015年 - 生徒募集停止
- 2017年 - 休校
- 2022年 - 廃校

## 著名な出身者
- 副島優子 - アコーディオニスト・絵本作家　※元夫は村下孝蔵
- 平岩英子 - シンガーソングライター
- 萩原麻未 - ピアニスト
- 大瀬戸千嶋 大瀬戸嵩・千嶋里志　- インストゥルメンタルアーティスト
- 野々村彩乃 - ソプラノ歌手（在学時、第82回選抜高等学校野球大会開会式で国歌独唱）
- 高野菜々 - 舞台女優・声優
- Minnie P. - 音楽プロデューサー・作詞家・作曲家・ボイストレーナー

## その他

### 校長による生徒への暴言と裁判
2010年に同校に入学した女子生徒の一人が、当時の校長から服装や生活態度などについて指導を受けた際、校長から「邪魔」とか「本当にむかつく」などの暴言を受けた。生徒は抑鬱状態となり、2011年4月に自主退学した。広島弁護士会は、校長の暴言が人権侵害に当たるとして、2011年3月に校長や見真学園に対して警告を行った。この元生徒は広島地裁に500万円の損害賠償を求め訴訟を起こしたが、2013年2月15日に同地裁は「教育的指導からは逸脱していない」として元生徒の訴えを棄却した。